# Aoba-klass
Aoba-klassen (青葉型巡洋艦, Aoba-gata jun'yōkan) var en klass av två tunga kryssare som byggdes för den kejserliga japanska flottan och som tjänstgjorde under andra världskriget.

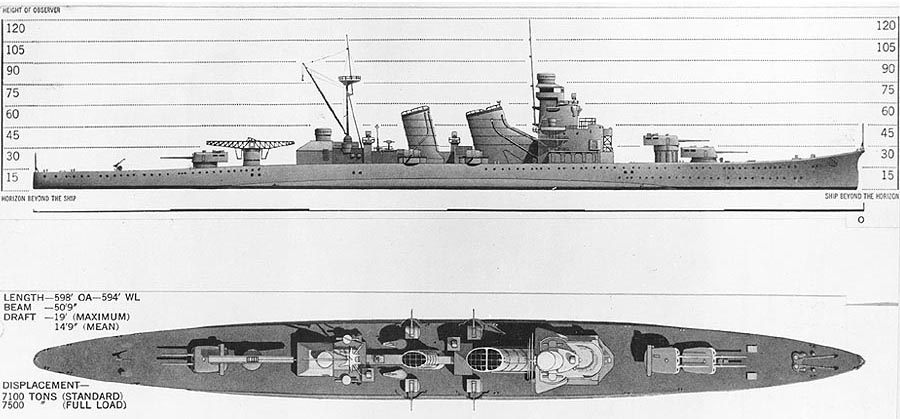
Ritning på en Aoba-klass kryssare.

## Design
Furutaka-klassen (även kallade kryssare av "A-klass") var ursprungligen planerad att omfatta Aoba och hennes syster Kinugasa. De två fartygen kölsträcktes i början av 1924 med den avsikten.
1924 pressade flottans generalstab den tillförordnade chefen för designbyrån, Kikuo Fujimoto, att använda de nykonstruerade dubbla 20,3 cm "typ C"-kanontornen på fartygen i Furutaka-klassen. Fujimoto gick med på att modifiera Aoba och Kinugasa, men det var redan för sent att eftermontera på Furutaka och Kako, som hade påbörjats i slutet av 1922. De två fartygen döptes senare om till en separat klass, men Furutaka och Kako uppgraderades så småningom också med "typ-C"-tvillingtorn 1937, då alla fyra fartygen fick 20,3 cm huvudkanoner.
Ändringarna var betydande. De sex 20,3 cm enkeltornen, ersattes av tre tvillingtorn, två fram och ett bak. Huvudöverbyggnaden modifierades också för att tillgodose de olika eldledningskraven för tvillingtornen. Andra designmodifieringar innebar att man monterade 12 cm /45-kalibriga allmålskanoner i stället för 7,6 cm kanoner. Flygplansplattformen, varav en del var monterad ovanpå torn nr 4, ersattes med en katapult som monterades precis framför torn nr 3. Överbyggnaden akter om skorstenarna modifierades omfattande på grund av den nya katapulten. Katapulterna var dock inte klara innan fartygen togs i bruk. Kinugasa fick en tryckluftsenhet monterad i mars 1928, medan Aoba hade en krutdriven modell monterad i mars 1929.
Aoba och Kinugasa byggdes annars på samma skrov som Furutaka och Kako, med identiskt maskineri och pansar.
När Aoba byggdes var hon mer än 900 ton tyngre än sin designade vikt, med negativa effekter på fartygens prestanda som liknade Furutaka-klassens tillstånd.

## Modernisering
1930 fick marinens generalstab, som var bekymrad över de begränsningar som Londonfördraget satte för flottans storlek, godkännande för ett omfattande moderniseringsprogram för kryssare av "A-klass". För att kompensera den numeriska överlägsenhet som den amerikanska flottan hade, omfattade de planerade uppgraderingarna de senaste vapnen, pansar, eldledningssystem och kommunikationsutrustning.
Våren 1930 ersattes de två fartygens manuellt manövrerade 12 cm luftvärnskanoner med förbättrade elektriskt drivna enheter. Kinugasa utrustades ett år senare också med en krutdriven flygplanskatapult.
En omfattande modernisering av fartygen inleddes i slutet av 1938 och pågick fram till återinförandet av fartygen två år senare:
Huvudbatteriet på 20 cm ersattes av 20,3 cm 50-kalibers Mark II-kanoner. Även om torn och kanonfästen var oförändrade modifierades krut- och granathissar för de större granaterna. Det lätta luftvärnet förbättrades med fyra dubbelmonterade 25 mm automatkanoner och två dubbelmonterade 13,2 mm kulsprutor. De sex paren (3 per sida) av fasta torpedtuber monterade på mellandäcket ersattes med 2 fyrdubbelt monterade som använde den kraftfulla Typ 93 torpeden, placerade på övre däck, en på varje sida av katapulten.
Bryggan byggdes om nästan identiskt med Furutaka-klassens modifieringar för att rymma de senaste avståndsmätarna och eldledningsutrustningen för huvudbatteriet, luftvärnet och torpederna.
Av de tolv ursprungliga pannorna kunde två mindre pannor användas med blandat bränsle. De ersattes med oljeeldade enheter. Deras kolbunkrar ersattes med brännoljetankar.
Ovanstående ändringar ökade fartygens vikt med 576 ton. För att förhindra att djupgåendet ökade ytterligare och för att förbättra stabiliteten lades skrovutbuktningar till, vilket samtidigt förbättrade skyddet mot torpeder. Som ett resultat av detta ökades fartygens bredd med 15,6 meter till 17,56 meter.

## Skepp i klassen
| Namn     | Varv                            | Kölsträckt      | Sjösatt           | Färdigställd      | Öde                                                                      |
| -------- | ------------------------------- | --------------- | ----------------- | ----------------- | ------------------------------------------------------------------------ |
| Aoba     | Mitsubishi Nagasaki Shipyard    | 23 januari 1924 | 25 september 1926 | 20 september 1927 | Sänkt 28 juli 1945 i ett flyganfall i Kure. Bärgad och skrotad 1946-1947 |
| Kinugasa | Kōbe-Kawasaki Shipbuilding Yard | 24 oktober 1924 | 24 oktober 1926   | 30 september 1927 | Sänkt 14 november 1942 i slaget om Guadalcanal                           |